# 佳夢音
株式会社佳夢音（かむおん、英名：come-on）は、テレビ番組の音響効果・音楽制作・選曲の制作プロダクションである。この会社は、1987年（昭和62年）4月1日に設立された。担当している番組の大半が日本テレビ放送網とテレビ東京の番組である。特に番組製作会社のハウフルスとの関わりが強い。
担当番組のBGMには、洒落でBGMを選曲することが多い。
- 一例として、「アハ体験」の説明のBGMにa-haの「テイク・オン・ミー」を流すなど。
- 「タモリ倶楽部#BGMのダジャレ」も参照。

## 所在地
- 東京都渋谷区南平台町3番13号　渋谷STビル2階

## 役員
- 代表取締役社長 : 梅田堅
- 取締役 : 柳原英博
- 取締役会長 :佐藤樹慶

## 所属スタッフ
- 佐藤樹慶（オーナー取締役会長）
- 梅田堅（代表取締役社長）
- 柳原英博（取締役）
- 篠原光
- 東由美
- 藤原大介
- 明田悠依
- 亀井まい
- 小柴大輝
- 黒澤隆昌（契約）

## 主な担当実績

### インターネット放送・動画配信

#### バラエティ

##### 2010年代
レギュラー番組
- GIRIGIRIアウト!（NOTTV、ケータイ配信　2012年4月 - ）
- 水道橋博士のムラっとびんびんテレビ（J:COMオンデマンド　2015年12月 - ）
- 指原莉乃&ブラマヨの恋するサイテー男総選挙（AbemaTV、Abema SPECIALチャンネル　2017年4月 - ）

#### 音楽

##### 2010年代
レギュラー番組
- LOVE & ROCK（NOTTV、ケータイ配信　2012年4月 - ）

単発・特別番組